# Big Boo
Big Boo (ook bekend als Reuze-Boo) is een personage uit de Mario-reeks.

## Karakteromschrijving
Een Big Boo is, zoals de naam als aangeeft, een grote Boo. Hij is groter dan King Boo, de koning van de Boo's die ook vrij groot is. Ondanks hun grootte, zijn ze verder nog gewoon hetzelfde als een normale Boo. Ze zijn, net als andere Boo's, te vinden in spookhuizen. Big Boo maakte zijn debuut in Super Mario World, en verscheen daarna nog in Super Mario World 2: Yoshi's Island, Yoshi's Safari, Super Mario 64, Hotel Mario, Mario Party 2, Game & Watch Gallery 4, Mario Party 4, Mario Pinball Land, Super Mario 64 DS, Paper Mario: The Thousand-Year Door, Yoshi's Island DS, Super Princess Peach, Super Paper Mario, New Super Mario Bros. Wii, Super Mario Galaxy 2, Super Mario 3D Land, New Super Mario Bros. 2, Paper Mario: Sticker Star en New Super Mario Bros. U.